# Trojno povečan dodekaeder
| Trojno povečan dodekaeder | Trojno povečan dodekaeder         |
| ------------------------- | --------------------------------- |
|                           |                                   |
| Vrsta                     | Johnsonovo telo J60-J61-J62       |
| Stranske ploskve          | 3+2.6 trikotnikov 3.3 petkotnikov |
| Oglišča                   | 23                                |
| Robovi                    | 45                                |
| Konfiguracija oglišča     | 2+3(53) 3+2.6(32.52) 3(35)        |
| Grupa simetrije           | C3v                               |
| Dualni polieder           | -                                 |
| Lastnosti                 | konveksen                         |
| mreža telesa              |                                   |

Trojno povečan dodekaeder je eno izmed Johnsonovih teles (J61).
V letu 1966 je Norman Johnson (rojen 1930) imenoval in opisal 92 teles, ki jih sedaj imenujemo Johnsonova telesa.